# Punat
Punat falu és község Horvátországban Tengermellék-Hegyvidék megyében. Punat község két településből tevődik össze: Punatból és délebbre a kicsiny Stara Baškából.

## Fekvése
Krk sziget déli felén az azonos nevű, 3 km hosszú öböl keleti oldalán található, szűk tengerparti területen. Punat a szigetre vezető hídtól 32 km-re található. A településtől Kornić északra, 3 kilométerre, Stara Baska délre, 9 kilométerre, Krk nyugatra 8 km-re, Vrbnik 9 km-re, Krk sziget északi oldalán található. A település két különböző jellegű részből áll. A régi településrészből Puntából, a település északi részén régi kőházakkal és az új településrészből (Buka) a déli oldalon, mely a turizmus révén jött létre és fejlődött a második világháborút követően. A településen egykor tésztagyár működött.

## Története
A helyi hagyomány szerint a település neve a latin „pons” (híd), vagy az olasz „ponte” (híd) főnévből származik, mivel a római korban híd ívelt át Krk városa felé a Punati-öböl bejárata felett. A legenda szerint a híd az öböl bejáratánál levő oszlopokon állt. Valójában ma is látható itt két nagy oszlop maradványa, melyek egykor világítótoronyként működtek és amelyeket a nép "Baba" és "Deda" néven emleget. 1892-ben az öböl mélyítése során a hajók nagy darab vasakat emeltek ki az öböl vizéből, melyeket egy híd alapjaiként azonosítottak. Ez alapján megállapították, hogy egykor valóban állt itt egy híd abból a célból, hogy a szomszédos Krk város polgárai lerövidítsék az utat a mai Buka területére, ahol egykor megművelt földjeik voltak. Ezt a területet ugyanis azelőtt csak a teljes öböl körbejárásával lehetett megközelíteni. A híd megépítése mindazonáltal régen könnyebb volt, mert a tenger szintje abban az időben mintegy másfél méterrel lejjebb volt a mainál, így az öböl mélysége is két méternél kevesebb volt. A Krkről a Prnba-félszigeten át Bukába vezető út mentén három kápolna is állt Szent Vid, Szent Tamás és Szent Dániel tiszteletére szentelve.
Punat első írásos említése 1377-ben „Villa di Ponte” alakban történt. A feljegyzések szerint a krki hercegek a Frangepánok azért telepítettek ide lakosságot, hogy a Punati-öböl felett átívelő hidat, egyúttal a Krki öblöt megvédjék. A település legrégibb része a tengertől biztonságos távolságra a mai Glavačica-dombra épült. A Frangepánok krki uralma 1480-ig tartott, amikor Velence tartva attól, hogy a Mátyás magyar király elfoglalja Frangepán VII. Jánost a sziget átadására bírta. Ezt követően Krk szigetét a Velence által kinevezett kormányzók, velencei nemesek igazgatták, akik viszonylagos önállóságot élveztek. A mai településközpont helyén a 15. században említik Kolina falut, ennek az emlékét őrzi a mai Kolušina név. A 15. század második felében két falut, Punatot és Kanajtot említik itt. Kanajt az öböl északi részén feküdt és már 1419-ben említik Szent Péter templomával együtt. A 16. századra a település megszűnt, csak egy nagyobb épület maradt itt, melyet a 17. században püspöki nyaralóvá építettek át. Szőlőhegy, gyümölcsös és olajfa ültetvény is tartozott hozzá. Ma a Hotel Kanajt működik benne. A rendhagyóan két apszissal épült Szent Péter templomot nemrég feltárták, falait konzerválták és kijavították. 1797-ben a napóleoni háborúk egyik következménye a Velencei Köztársaság megszűnése volt. Napóleon bukása után 1813-ban Krk osztrák kézre került. A település a 19. századig földművesek, halászok faluja volt. Ezután kezdődött el a turizmus és a hajóépítés fellendülése. 1867 és 1918 között az Osztrák–Magyar Monarchia része volt. Az Osztrák-Magyar Monarchia bukását rövid olasz uralom követte, majd a település a Szerb-Horvát-Szlovén Királyság része lett. Punatot 1921 és 1942 között I. Sándor jugoszláv király tiszteletére Aleksandrovonak hívták. A név használata különösen az angolszász nyelvterületen a mai napig fennmaradt, gyakran Aleksandrovo-Punat alakban használják.
Punat mindig tipikus tengerparti falu volt, azonban a turizmus fellendülésének hatására arculata kissé megváltozott. Mára a település régi és új része meglehetősen eltér egymástól. A régi Punat a település északi részét foglalja magában egészen a szállodáig, mely egykor tésztagyár volt. Az új Punat a szállodától délre fekvő rész, melynek legnagyobb részét Bukának hívják. A régi és új rész között a parti fenyvesben található a Pila autóskemping, mely tisztán láthatóan elkülöníti a település két részét egymástól. A régi részben zömében kicsi kőből épített házak állnak. Buka a második világháború után, főként az 1980-as években épült, többnyire új házakból áll, melyeket szálláshelyekként alakítottak ki. Ezek az év tíz hónapjában többnyire üresen állnak, de infrastruktúrájuk sokkal kedvezőbb, mint a régi településrészen álló házaknak. Újabban sok helyi fiatal költözik át Bukára, így a két településrész közötti problémák valamelyest enyhültek. 2011-ben a falunak 1841, a községnek összesen 1953 lakosa volt.

## Gazdaság
Punat a középkor folyamán egyszerű falu volt, a családok főbb megélhetési forrásai a mezőgazdaság, a szőlőtermesztés, az olajbogyó termesztés voltak. A lakosság számának növekedése miatt a 19. század végére és a 20. század elejére Punat a sziget legnagyobb falujává vált. Hogy a sokszor tíz főnél is népesebb családok megélhessenek birtokaik az akkori falu határain túlra, a Vrbniki mezőig, sőt Krk városán túlra Šotoventóig is kiterjedtek. A punatiak által megművelt, legnagyobb szőlőterületek közé a Krk városától nyugatra fekvő Picika, a három oldalról is tengertől körbevett, Punat és Krk között elterülő Prnibi-félsziget és a Punattól északnyugatra levő, magasabb részen fekvő Runtele tartozott. A legjelentősebb olajfákkal beültetett területek a Punati-öböl mentén, illetve a szomszédos Kornićtól Krk városáig terjedő részen voltak. Legtermékenyebb mezőgazdasági területük a falutól délre elterülő Sus mező, a Vrbniki mezőtől kisebb, de termékenyebb földterület volt, ahol főként gabonát, kukoricát, burgonyát termesztettek. Ma ez a mező teljesen elhagyatott. Jelentős mezőgazdasági tevékenység volt még a halászat és a juhtenyésztés is. A mezőgazdaságon kívül a 19. századtól a punatiak hajóépítéssel is foglalkoztak. Ma az 1964-ben alapított Marina Grupe Punat hajóépítő cég főként jachtok és kisebb hajók felújításával, javításával foglalkozik.
Ma a punatiak legnagyobb bevételi forrása a turizmus. A településen egy nagyobb és két kisebb szálloda mellett két kemping is működik. Ezeken kívül több család is rendelkezik kiadó szálláshelyekkel. Az egykor jelentős mezőgazdaságból mára a halászat és az olajbogyó termesztés maradt. Amikor a horvátországi háború idején a turizmusból származó bevételek kiestek, a punatiak az évtizedek óta elhanyagolt ültetvényeket felújítva a viszonylag nagyobb bevételi forrást jelentő olajbogyó termesztésre tértek vissza. A jó minőségű és egészséges olívaolaj időközben világszerte olyan keresetté vált, hogy a termesztés a háború után is folytatódott, sőt még növelni is kellett. A kereslet növekedésével az olívaolaj ára is megnőtt. Az olajbogyó feldolgozásához használt olajprésből a kezdeti egy helyett ma már kettő is működik a településen. Mára a kiváló minőségű punati olívaolaj a határokon kívül is keresett lett. Ezen kívül Punaton többen dolgoznak az iparban, a szolgáltatások területén és a kereskedelemben, a település a sziget legnagyobb kereskedelmi központja. 2009-ben légiszállító céget alapítottak itt, mely anyarepülőterén az Omišalj melletti rijekai repülőtéren három géppel rendelkezik.

## Nevezetességei
- A Szentháromság tiszteletére szentelt plébániatemploma 1773-ban épült. Története során többször bővítették, mai formáját 1934-ben kapta. A főoltár építménye és szobrai a pálos szobrászművész Paulus Reidl munkája az 1750 körüli időből és egykor a zenggi pálos templomban állt. Az oltárkép is a 18. században készült. A Szent Kereszt oltáron álló feszület a 16. századból származik.[2]
- Az egykori Kanajt falu Szent Péter tiszteletére szentelt templomát nemrég feltárták, falait konzerválták és kijavították. A romok harminc méterre az azonos nevű szállodától keletre találhatók egy római kori „villa rustica” déli szárnyának maradványai közé épülve. A római villa még feltárásra vár. Az első ókeresztény templom egyhajós, keletelt épület volt, félköríves apszissal, déli falához és apszisához később hozzáépítettek. Bár nem maradt fenn semmilyen jellegzetes lelet amiből a későbbi építmény funkciójára lehet következtetni a szakemberek egy antik gazdasági épületből átalakított kis kolostort tartanak valószínűsíthetőnek, mely a 6. vagy a 7. században épülhetett. Ezt követően a régi kora keresztény templomot már nem újították meg, hanem azt részben felhasználva egy új, egyhajós, kétapszisos templomot építettek. Az új templom építése a bizánci uralom és Nagy Károly uralkodása, a 9. század eleje közötti időszakban lehetett, amikor a sziget viszonylag különálló terület volt. Ekkor épültek az Isztria és a környező szigetek hasonló kétapszisos templomai is. Ennek pusztulásáról nincs pontos információ, valószínűnek tűnik, hogy valamilyen járvány vagy ellenséges támadás pusztította ki a lakosságot. Ezt követően épült fel a régi templom alapfalain belül a harmadik, a korábbinál jóval kisebb román stílusú templom, melyet 1419-ben említenek először, de még a 15. század végén elpusztult. 1528-ban egy gazdasági és lakóépületből álló épületegyüttest említenek itt, mely valószínűleg a közeli püspöki nyaralóval azonos. 1692-ben Nosadin püspök a terület újrarendezése során építtette újjá a templomot, majd kolostort is építettek mellé, ahova Mariborból ferences harmadrendi szerzeteseket hozattak. A körülötte fekvő területet mezőgazdasági termelésre alakították át, gyümölcsöst, szőlőt telepítettek, valamint mezőgazdasági iskolát létesítettek. A templom végül a 19. században a sorozatos földrengések következtében ment tönkre.[3]
- A Kanajt Szálloda épülete valószínűleg 16. századi eredetű, a 17. században püspöki nyaralóvá építettek át. Egykor szőlő, gyümölcsös és olajfa ültetvény is tartozott hozzá. Ma a Hotel Kanajt működik benne.
- Punaton és környékén egykor tíz kápolna állt, melyek többsége ma már nincsen meg. A Nova Placán álló Szent Rókus kápolnát az 1855-ös kolerajárvány után építették.[2]
- A bukai Szent Miklós kápolnát 1913-ban tengerészek építették.
- Punattól délre a Mala Krasa nevű helyen a tengerpart közelében állnak a 13. századi Szent György kápolna romjai. A kápolna egyhajós épület félköríves szentéllyel. Kőből rakott falai az egykori tető magasságáig vissza vannak építve. Rekonstruálták az egykori kőből falazott oltárépítményt is. Az 1987-ben megindult ásatások során feltárták a kápolna körüli középkori temető egy részét, valamint a kápolna elődjét egy 11. századi, valószínűleg ugyancsak Szent György tiszteletére szentelt román stílusú kápolna alapfalait. Találtak még régebbi épületmaradványokat is, köztük egy ókori temető, egy késő antik lakó és gazdasági épület, valamint ennek délkeleti sarkában egy 6. századi kis méretű keletelt, egyhajós, félköríves apszisú kápolna nyomait. A gazdag leletanyag a 6. és 9. század közötti időszakból származik.[4]
- Punattól délre a Negrit nevű magaslaton az öböltől kétszáz méterre egy Szent Miklós templom csekély maradványit tárták fel. A templom a 13. században épült és néhány forrás szerint egykor kolostor is állt mellette. Egyhajós épület volt félköríves szentéllyel.[3]
- A košljuni ferences kolostor[5] Punattal szemben, a Punati-öböl azonos nevű szigetén fekszik. A Košljun-szigeten már a római korban is erődített villa állt. A sziget és a kolostor mai neve is a latin „castellum” (vár) főnévből származik. A 12. században a bencések Szűz Mária apátságot alapítottak itt háromhajós templommal, mely a mai kolostortemplom alapjait képezte. 1447-ben a sziget urai Frangepán Márton és János kérésére V. Miklós pápa engedélyezte, hogy az apátságba, mely az utolsó bencés apát Domonkos halála után elhagyatottan állt krki obszerváns ferenceseket hozzanak. Frangepán János lánya Mária Katalin adományából a templomot megújították és bővítették, majd az Angyali Üdvözlet tiszteletére szentelték fel. A 18. században barokk stílusban építették át. A szárnyas főoltár a velencei Girolamo da Santacroce munkája 1535-ből. Az oltár diadalíve felett Francesco Ughetto 1653-ban készített festménye a mennyország, a tisztítótűz és a pokol ábrázolása látható, a legnagyobb méretű mozgatható kép Horvátországban. A hat mellékoltáron Szent Ferenc stigmatizációja (Francesco da Santacroce), Szent Diego (fra Giuseppe Rossi), Szent Antal és Borromei Szent Károly (Bartolomeo Gianelli), valamint Alkantarai Szent Péter (Franjo Jurić) ábrázolásai láthatók. A Szűz Mária oltár képe a 16. században készült. A legújabb alkotás a keresztút Ivo Dulčić munkája. Az orgona Ivan Milavec ljubljanai műhelyében készült 1908-ban. A kolostor épülete a mai formáját a 16. – 17. században nyerte el. Könyvtára mintegy harmincezer leltározott egységével a legrégibb és legnagyobb a Krk-szigeten. Legértékesebb műtárgya Ptolemaiosz világatlaszának 1511-es latin nyelvű kiadása. Itt található Sztrabón 1571-ben Baselben nyomtatott atlasza is. Gazdag a kolostor levéltára is, zenei gyűjteménye 11. századi feljegyzéséket és ünnepi korálokat tartalmaz. A kolostor története során több feladatot is ellátott. Máig noviciátusnak ad otthont. 1894 és 1927 között gimnázium és kollégium működött benne, mely az első horvát nyelvű gimnázium volt a Kvarner-öböl és az Isztria térségében. A kápolnák különös bájt adnak a szigetnek. A hajóállomástól indulva az első utunkba eső kápolna a Szent Születés kápolnája értékes barokk képekkel már 1651-ben állt. Az erdőben található a Szent Kereszt kápolna, mely előtt a jeruzsálemihez hasonló keresztút áll. Ebben a kápolnában található a csodatevő kereszt, mely 1723. március 25-én könnyezett és amelyet esőért könyörgő körmenetekben vittek egykoron. A kápolnát és a keresztet 1579-ben említik először. A kápolna freskóit Bruno Bulić 1976-ban festette. Kövezett úton déli irányban érkezünk az először 1654-ben említett Szent Ferenc kápolnához, melyet 1964-ben Bruno Bulić festett ki a szentek életéből vett jelenetekkel. Ettől a kápolnától ösvény vezet a Lourdes-i barlanghoz, melyet 1914-ben építettek. A szigeten régészeti, egyházi és néprajzi múzeum működik.[6]
- A punati olajmalom[7] története a 19. század legelejéig nyúlik vissza, Krk szigetének egyik legjobb állapotban fennmaradt olajbogyó ilyen épületének számít, melynek berendezése is megmaradt. Az épület Punat társadalomtörténete szempontjából is fontos, mint a téli összejövetelek helyszíne. Az épület a falu legrégebbi részén található, kőből épített, földszintes épület. Berendezése olajbogyózúzó és préselő berendezésből, valamint az olajbogyófeldolgozás során használt mozgatható eszközökből áll.

## Népesség
A legutóbbi népszámlálás alapján, 2011-ben. Punaton 1841 lakos élt. Valójában télen 1200-1400 fő tartózkodik a településen, nyáron pedig a turisták miatt a létszám 10.000 fő fölé emelkedik.
| Lakosság változása | Lakosság változása | Lakosság változása | Lakosság változása | Lakosság változása | Lakosság változása | Lakosság változása | Lakosság változása | Lakosság változása | Lakosság változása | Lakosság változása | Lakosság változása | Lakosság változása | Lakosság változása | Lakosság változása | Lakosság változása |
| ------------------ | ------------------ | ------------------ | ------------------ | ------------------ | ------------------ | ------------------ | ------------------ | ------------------ | ------------------ | ------------------ | ------------------ | ------------------ | ------------------ | ------------------ | ------------------ |
| 1857               | 1869               | 1880               | 1890               | 1900               | 1910               | 1921               | 1931               | 1948               | 1953               | 1961               | 1971               | 1981               | 1991               | 2001               | 2011               |
| 1241               | 1363               | 1667               | 2120               | 2372               | 2447               | 2626               | 2320               | 1958               | 1917               | 1635               | 1390               | 1546               | 1696               | 1784               | 1841               |

## Galéria

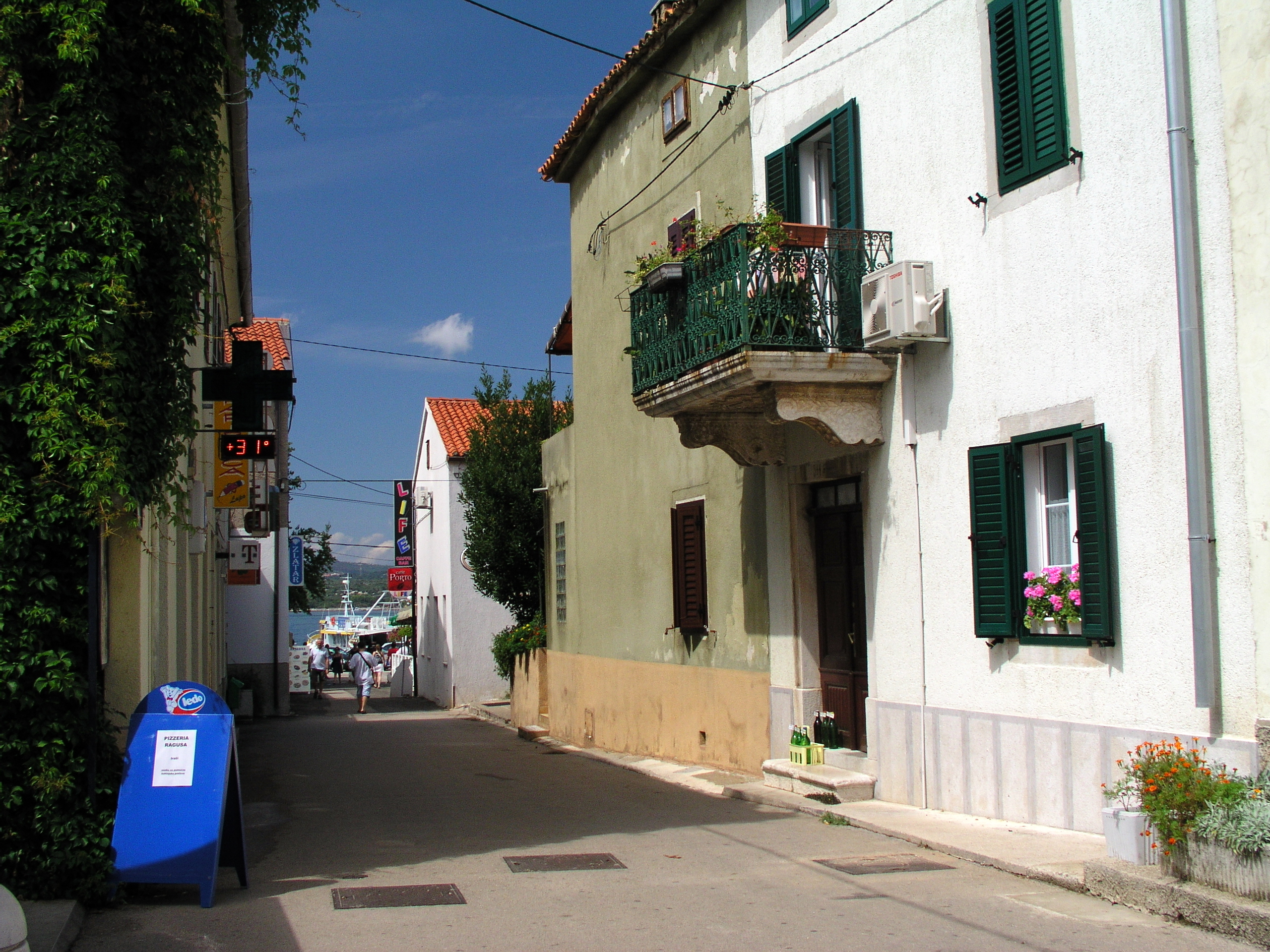
Punat utcarészlet
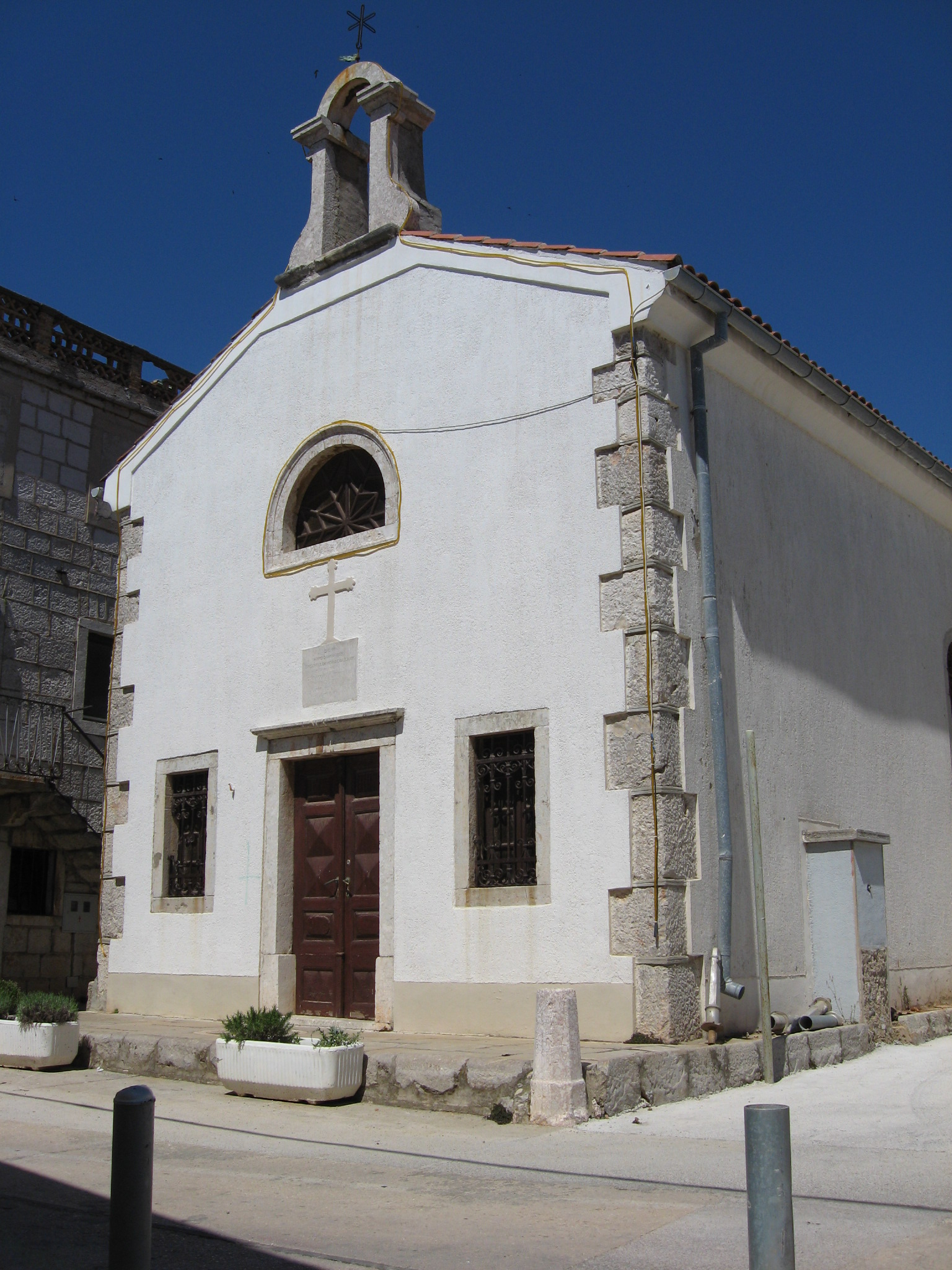
A Szent Rókus kápolna
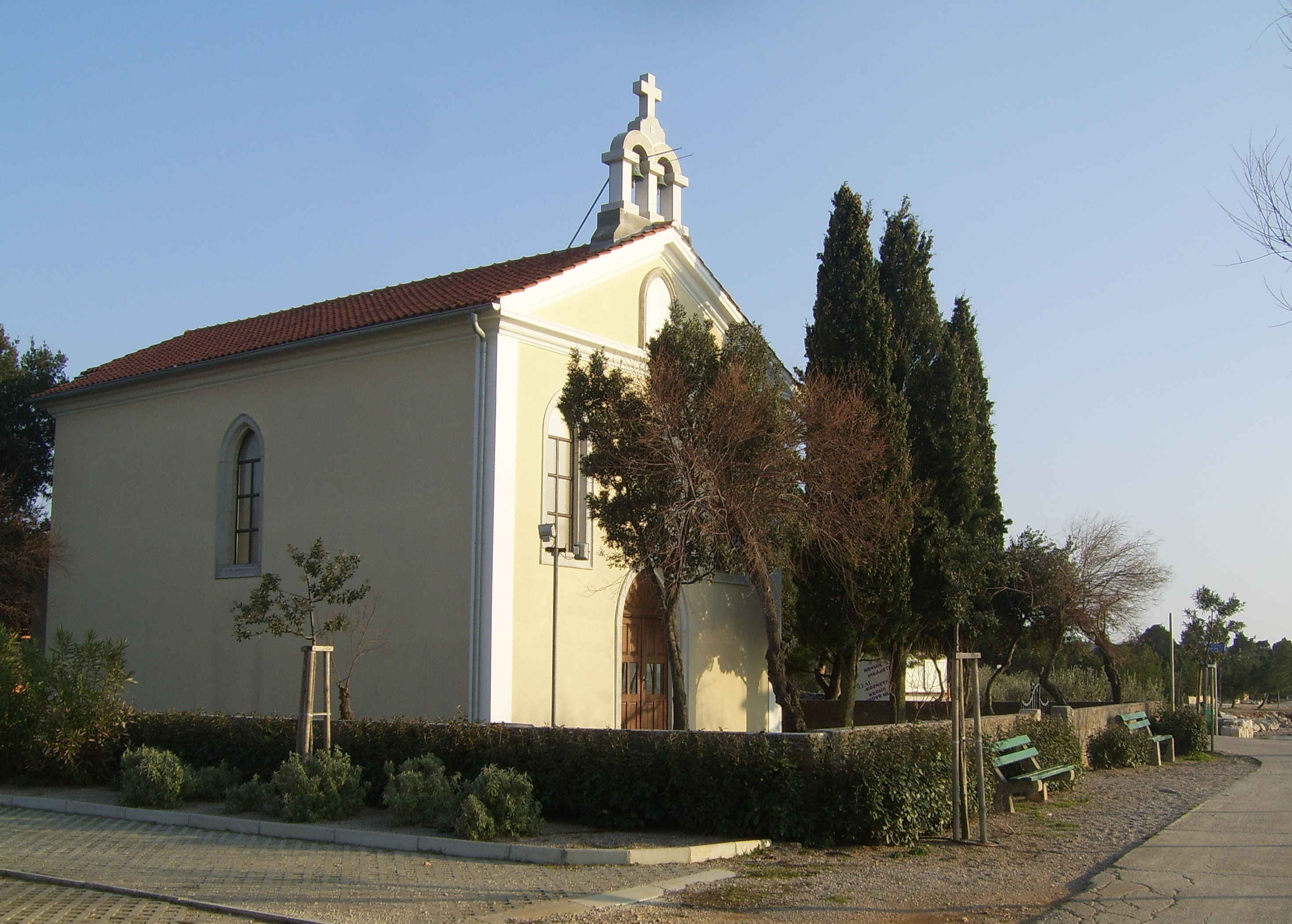
A bukai Szent Miklós kápolna
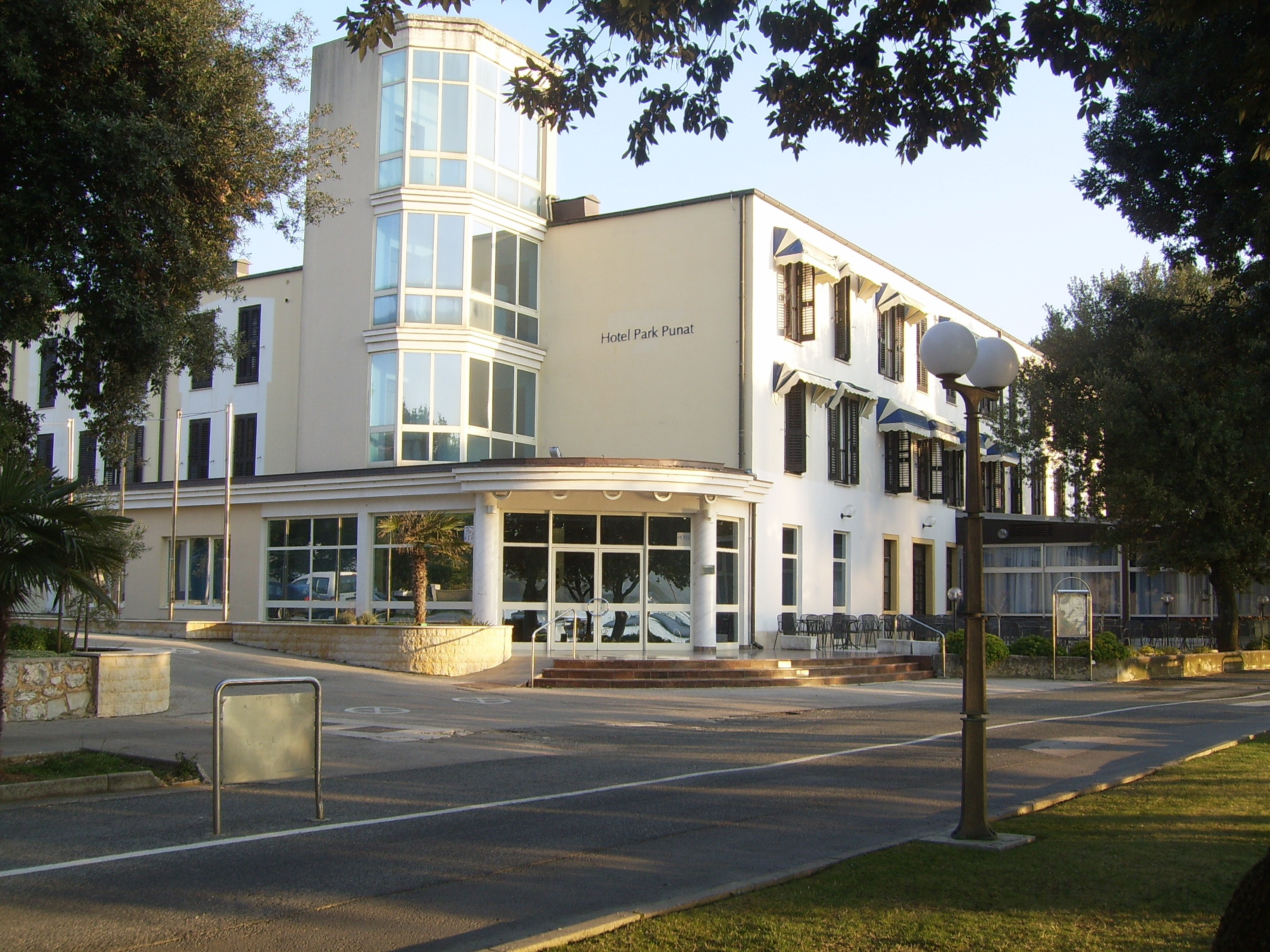
A Park Szálloda
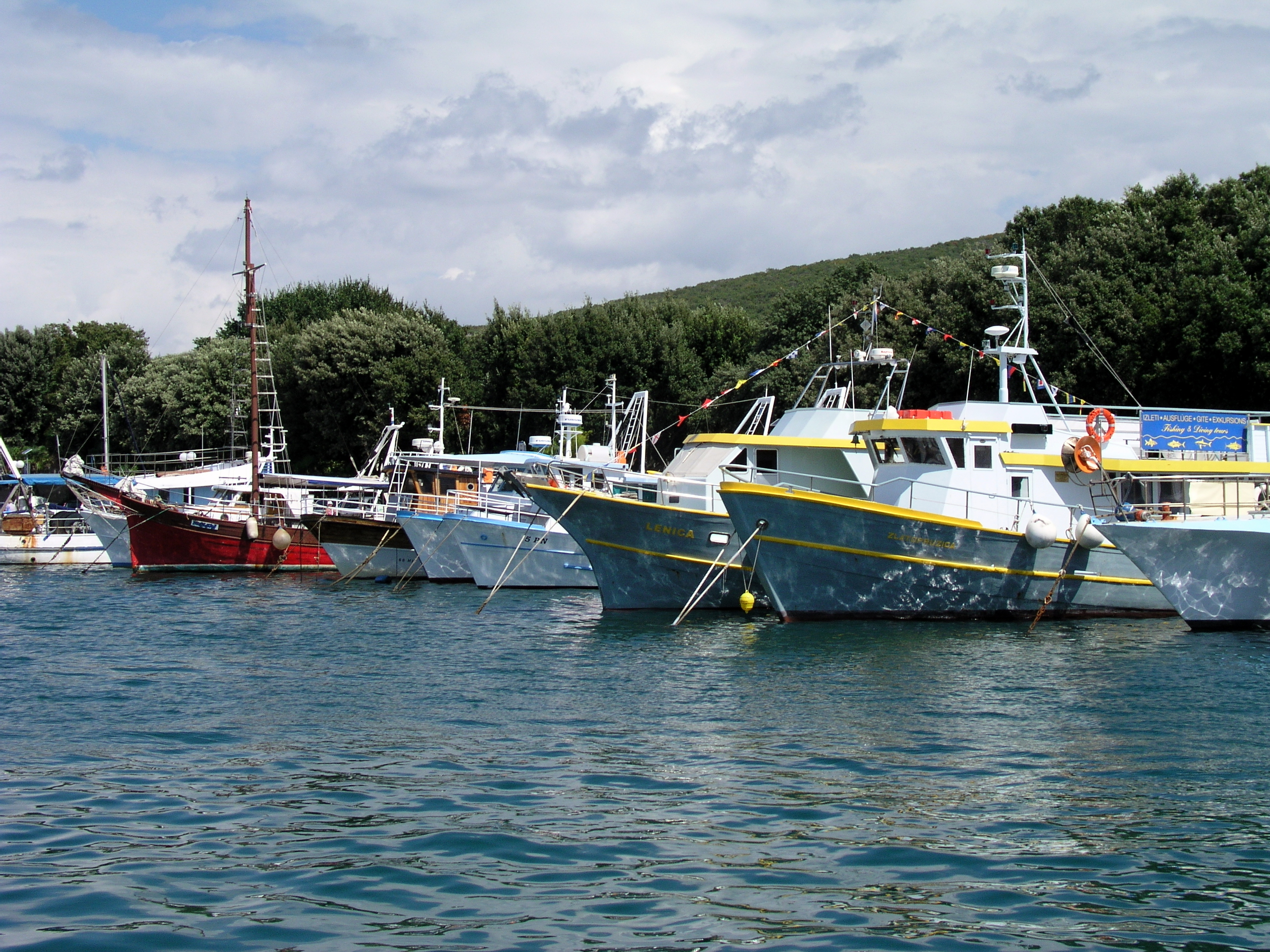
A kikötő részlete
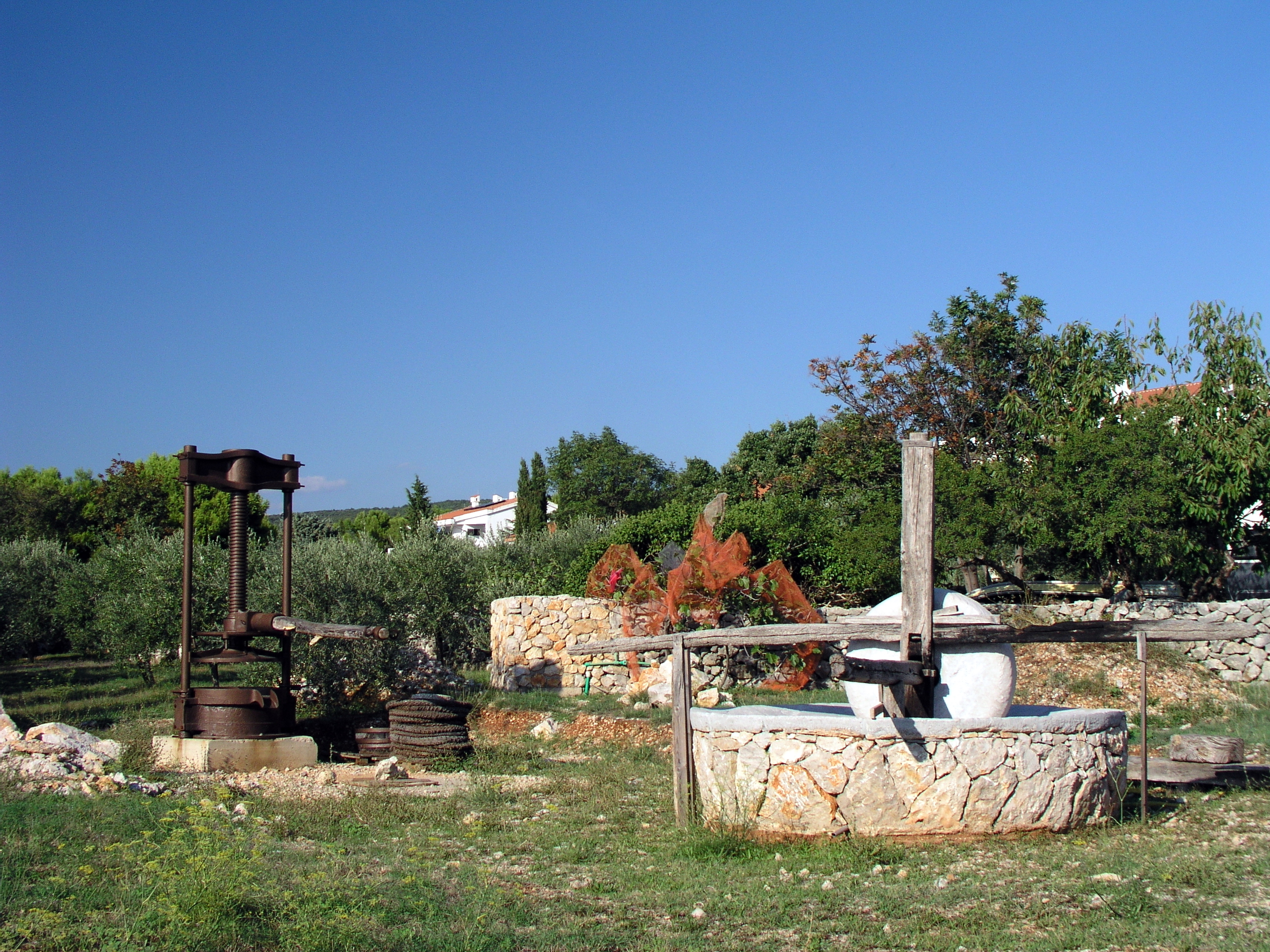
Régi olajprések Punaton
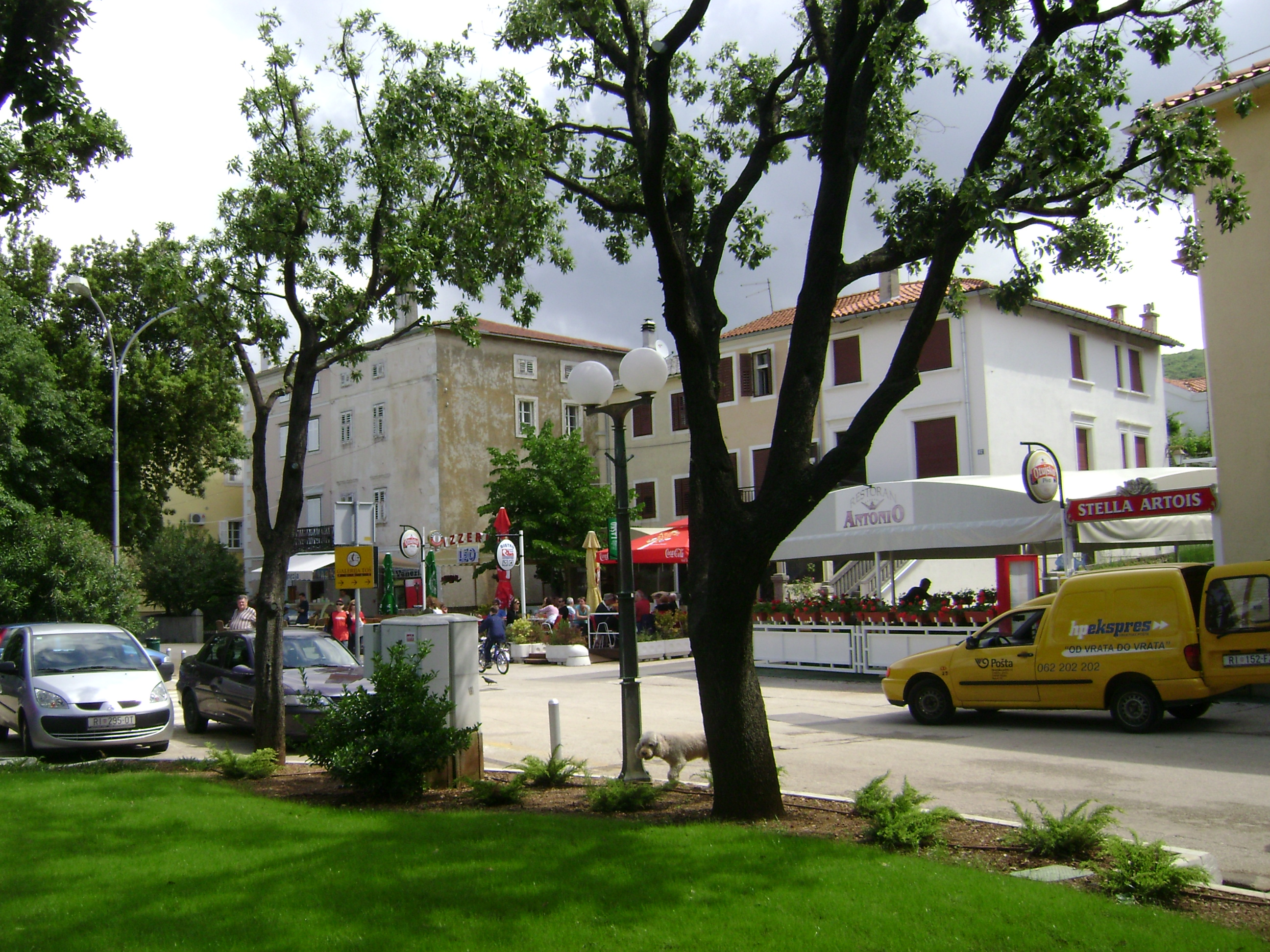
Punat utcarészlet
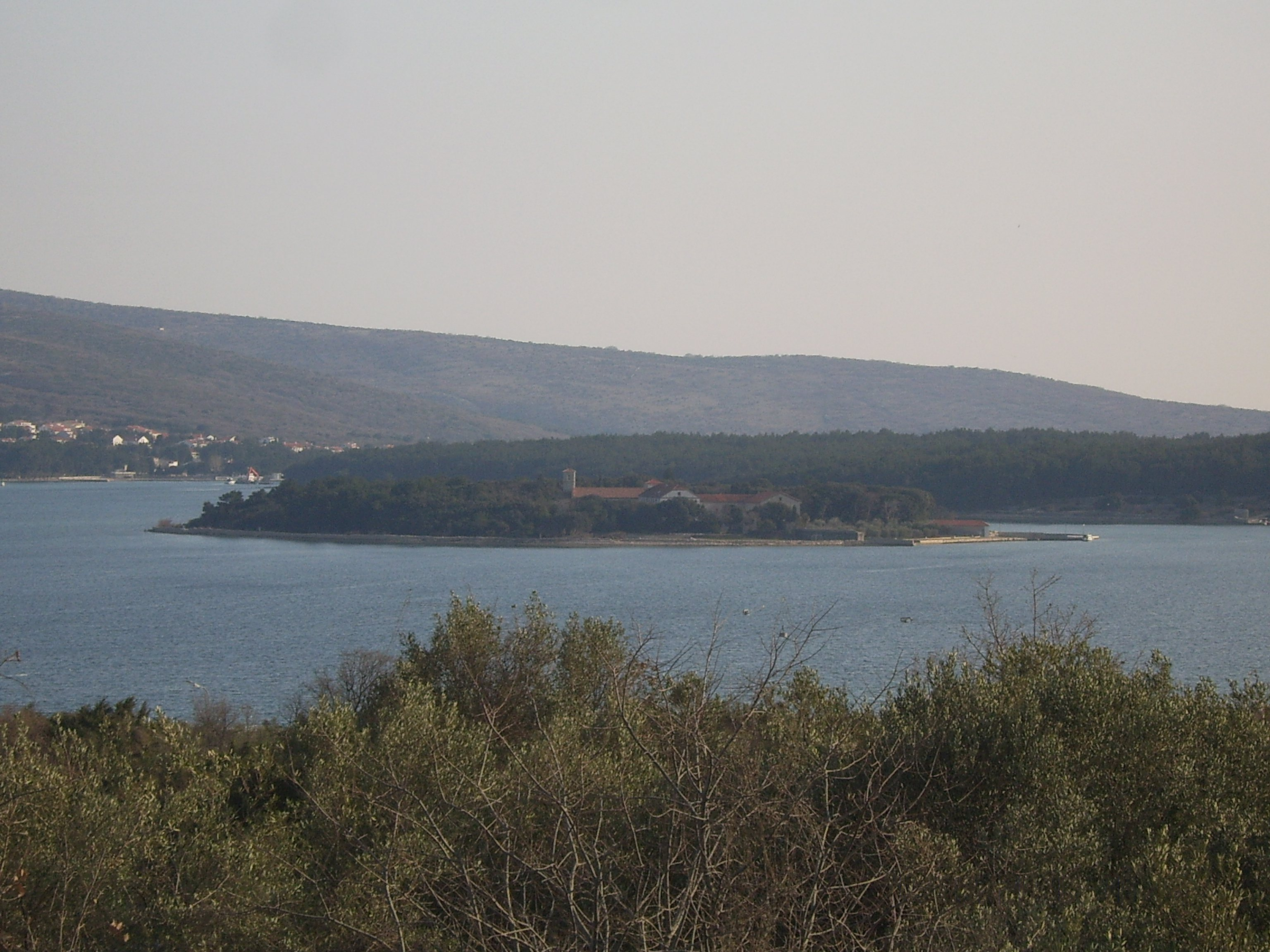
Košjluj szigete Putanról
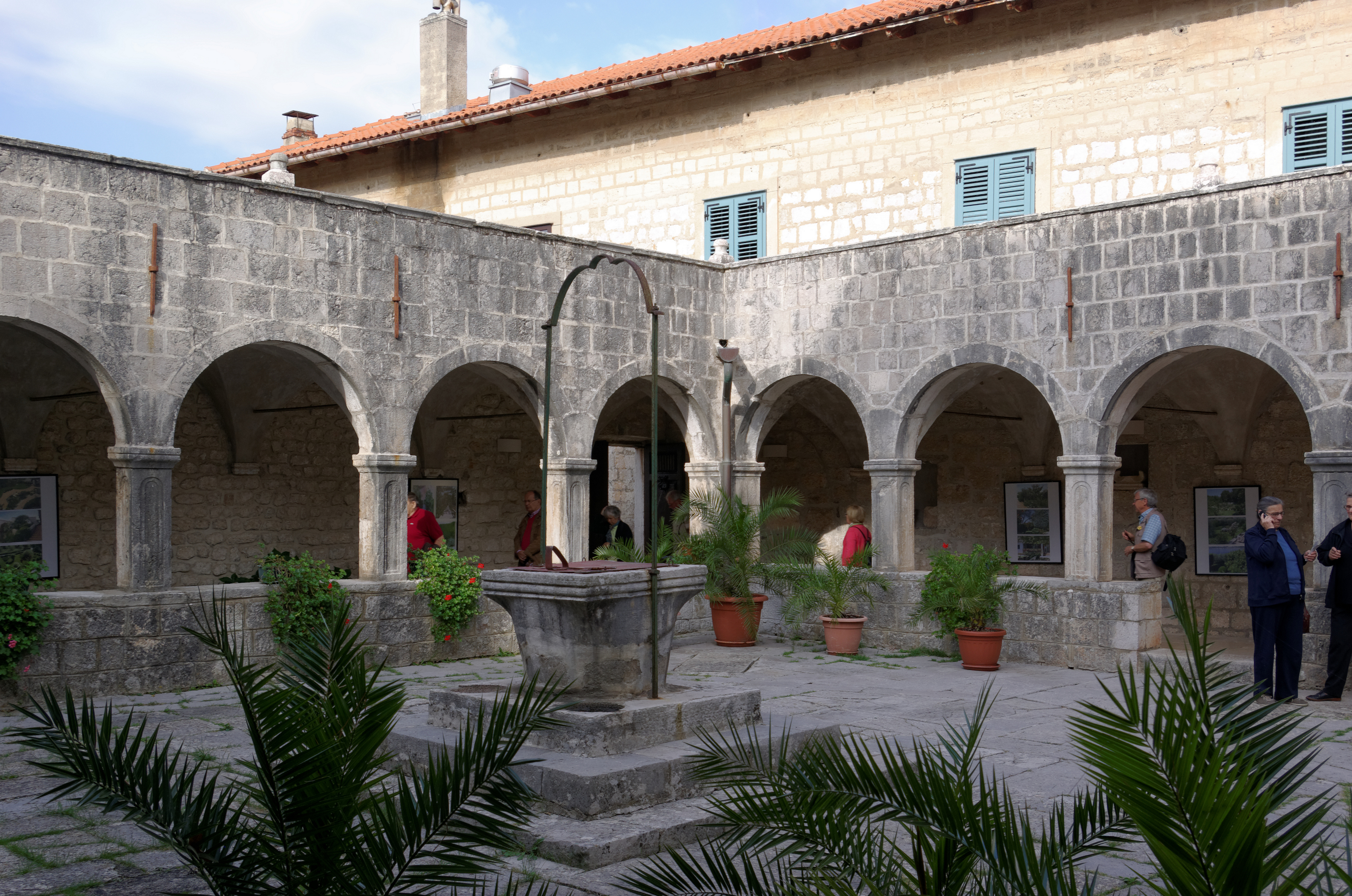
A košljuni kolostor kerengője
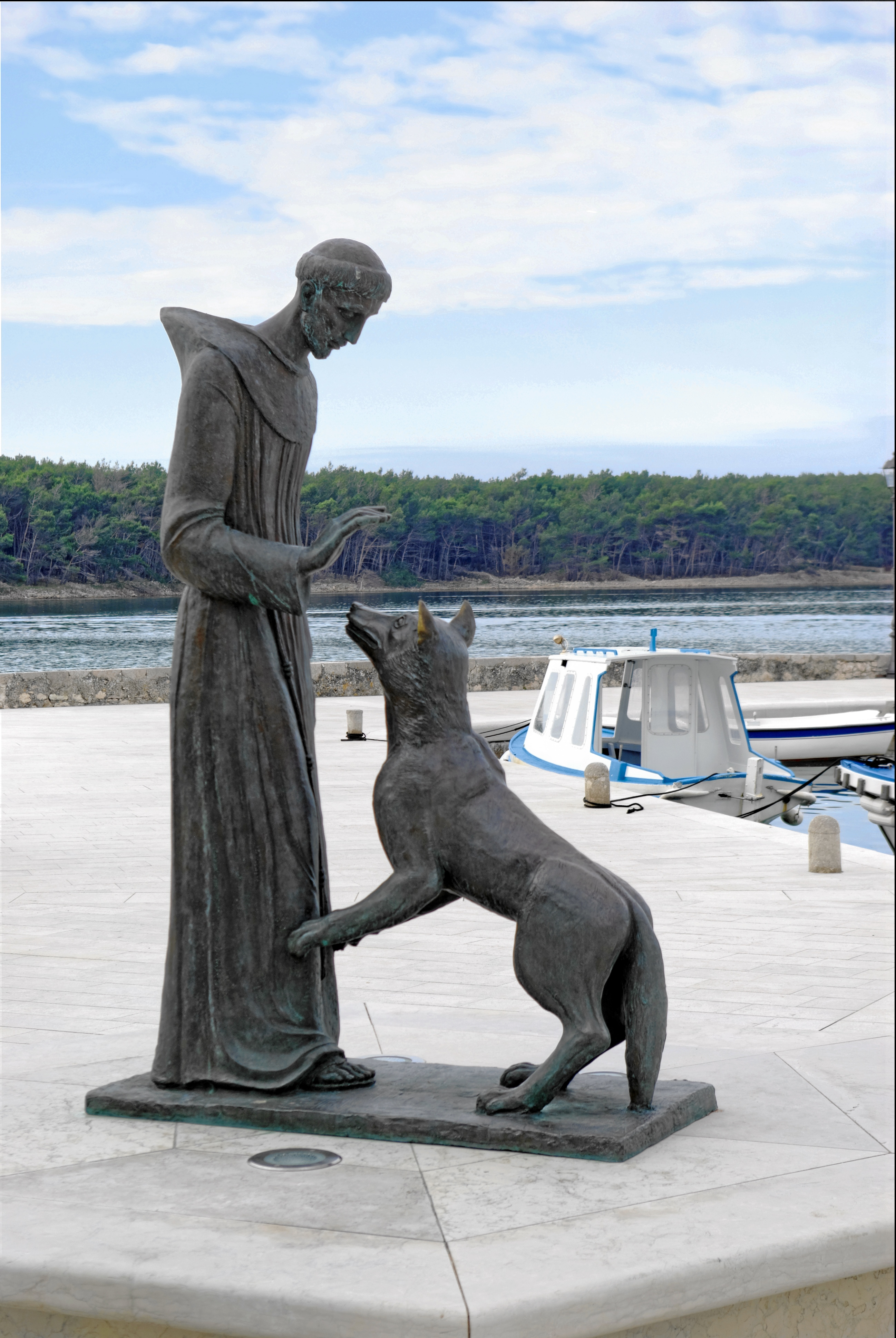
Assisi Szent Ferenc a farkasnak prédikál – szobor Košljunban